# 43188 Zouxiaoduan
43188 Zouxiaoduan è un asteroide della fascia principale. Scoperto nel 1999, presenta un'orbita caratterizzata da un semiasse maggiore pari a 2,7406309 au e da un'eccentricità di 0,0914642, inclinata di 6,40068° rispetto all'eclittica.